# Pioneer Venus Orbiter
El Pioneer Venus Orbiter, també conegut com a Pioneer Venus 1 o Pioneer 12, va ser una missió a Venus dirigida pels Estats Units com a part del projecte Pioneer Venus. Llançat el maig de 1978 sobre un coet Atlas-Centaur, la nau espacial va ser inserida en una òrbita el·líptica al voltant de Venus el 4 de desembre de 1978. Va retornar dades sobre Venus fins a l'octubre de 1992.

## Llançament i arribada a Venus

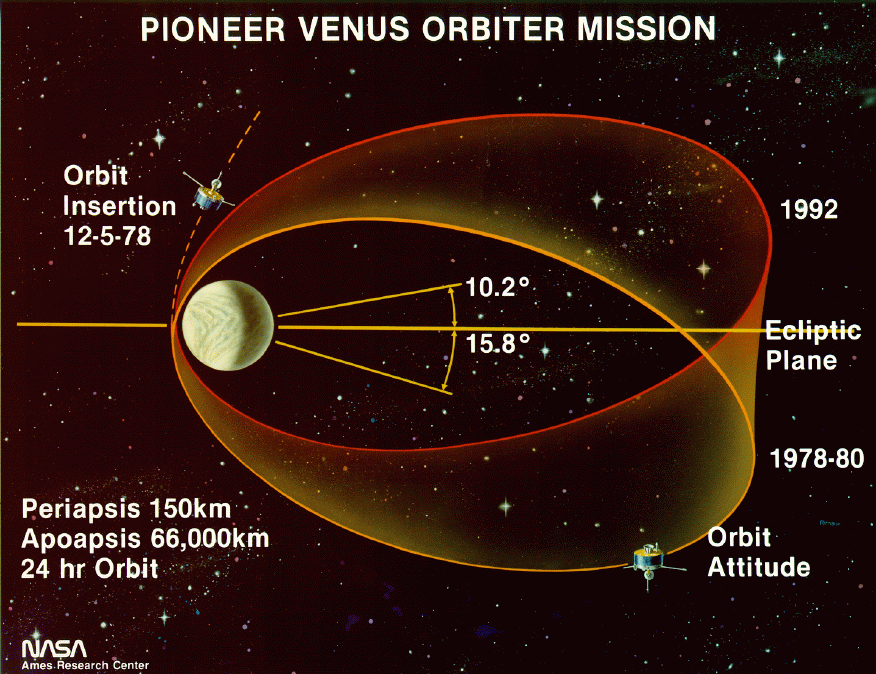
Actitud d'òrbita de Pioner Venus 1 entre 1978–1980 i 1992

El Pioneer Venus Orbiter va ser llançat per un coet Atlas SLV-3D Centaur-D1AR, que va volar des del Launch Complex 36A a l'estació de la Força Aèria de Cap Canaveral. El llançament es va produir a les 13:13:00 del 20 de maig de 1978 i va desplegar l'orbitador en òrbita heliocèntrica per la seva costa a Venus. La inserció de l'òrbita de Venus es va produir el 4 de desembre de 1978.

## Nau espacial

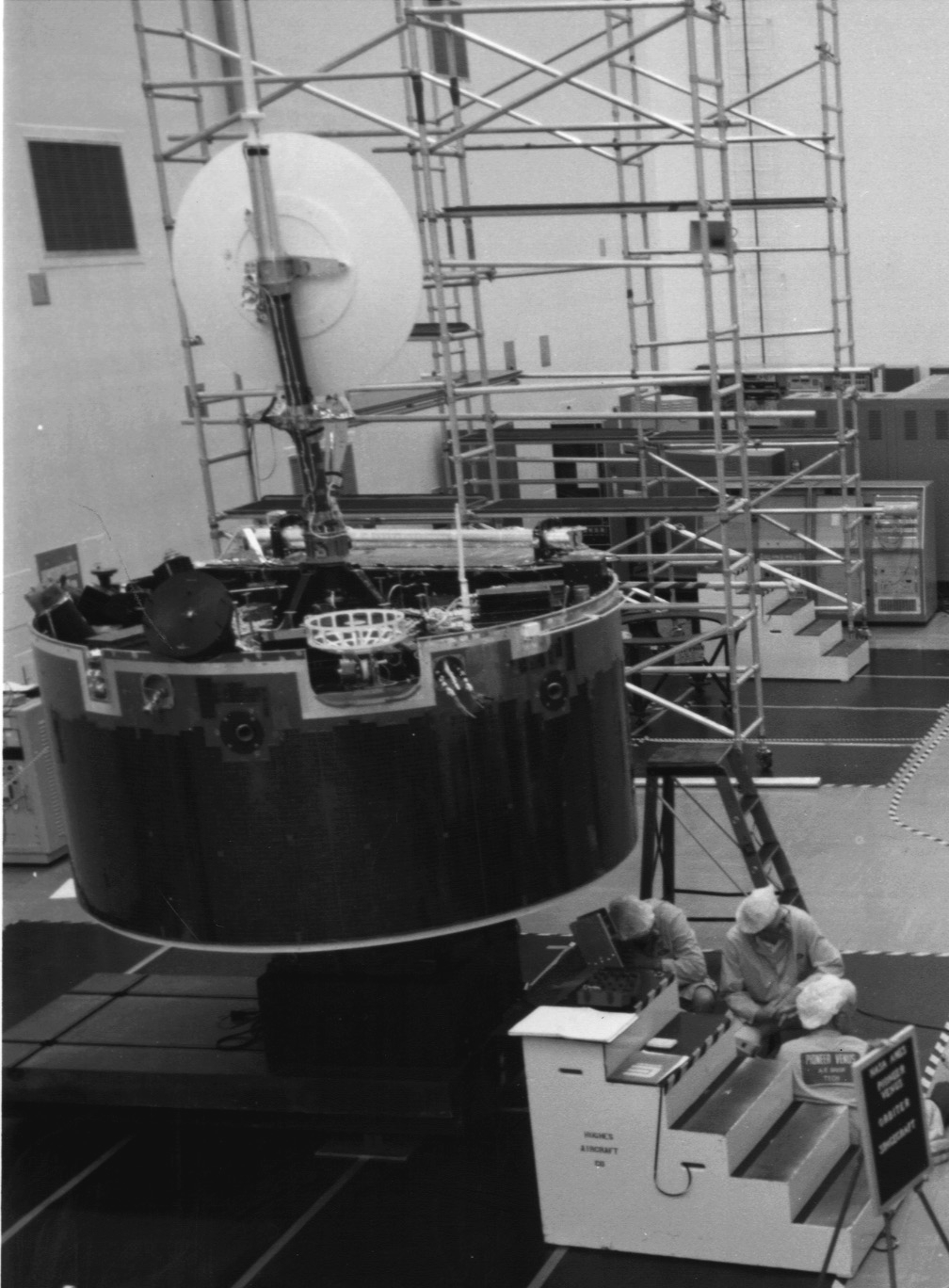
Pioner Venus 1 a KSC.

Fabricat per la Hughes Aircraft Company, el Pioneer Venus Orbiter es va basar en el model de satèl·lit HS-507. La nau espacial era un cilindre pla, de 2,5 metres (8,2 peus) de diàmetre i 1,2 metres (3,9 peus) de longitud. Tots els instruments i subsistemes de naus espacials es van muntar a l'extrem del darrere del cilindre, excepte el magnetòmetre, que estava a l'extrem d'un braç de 4,7 metres (15 peus). Un conjunt de plaques solars s'estenien al voltant de la circumferència del cilindre. Una antena de plat de 1,09 metres (3 peus i 7 polzades) proporcionava comunicacions de banda S i X amb la Terra. Un motor de combustible sòlid Star-24 es va integrar a la nau espacial per proporcionar l'empenyiment per entrar en òrbita al voltant de Venus.
Des de la inserció de l'òrbita de Venus fins al juliol de 1980, la periàpside va mantenir entre 142 i 253 quilòmetres (88 i 157 milles) (a 17 graus de latitud nord) per facilitar els mesuraments del radar i la ionosfera. La nau espacial estava en una òrbita de 24 hores amb una apoàpside de 66.900 quilòmetres (41.600 milles). Posteriorment, es va permetre que la periàpside augmentés a un màxim de 2.290 quilòmetres (1.420 milles) i després caigués, per conservar combustible.
El 1991, el mapatge de radars es va reactivar per investigar parts del sud del planeta prèviament inaccessibles, juntament amb la nau espacial Magellan acabada d'arribar. Al maig de 1992, la Pioneer Venus va iniciar la fase final de la seva missió, en la qual la periàpside es va mantenir entre 150 i 250 quilòmetres (93 i 155 milles), fins que es va esgotar el propulsor de la nau, després d'això, l'òrbita va decaure de forma natural. La nau va continuar retornant dades fins al 8 d'octubre de 1992, amb les últimes senyals rebudes a les 19:22 UTC. El Pioneer Venus Orbiter es va desintegrar en entrar a l'atmosfera de Venus el 22 d'octubre de 1992.

## Experiments

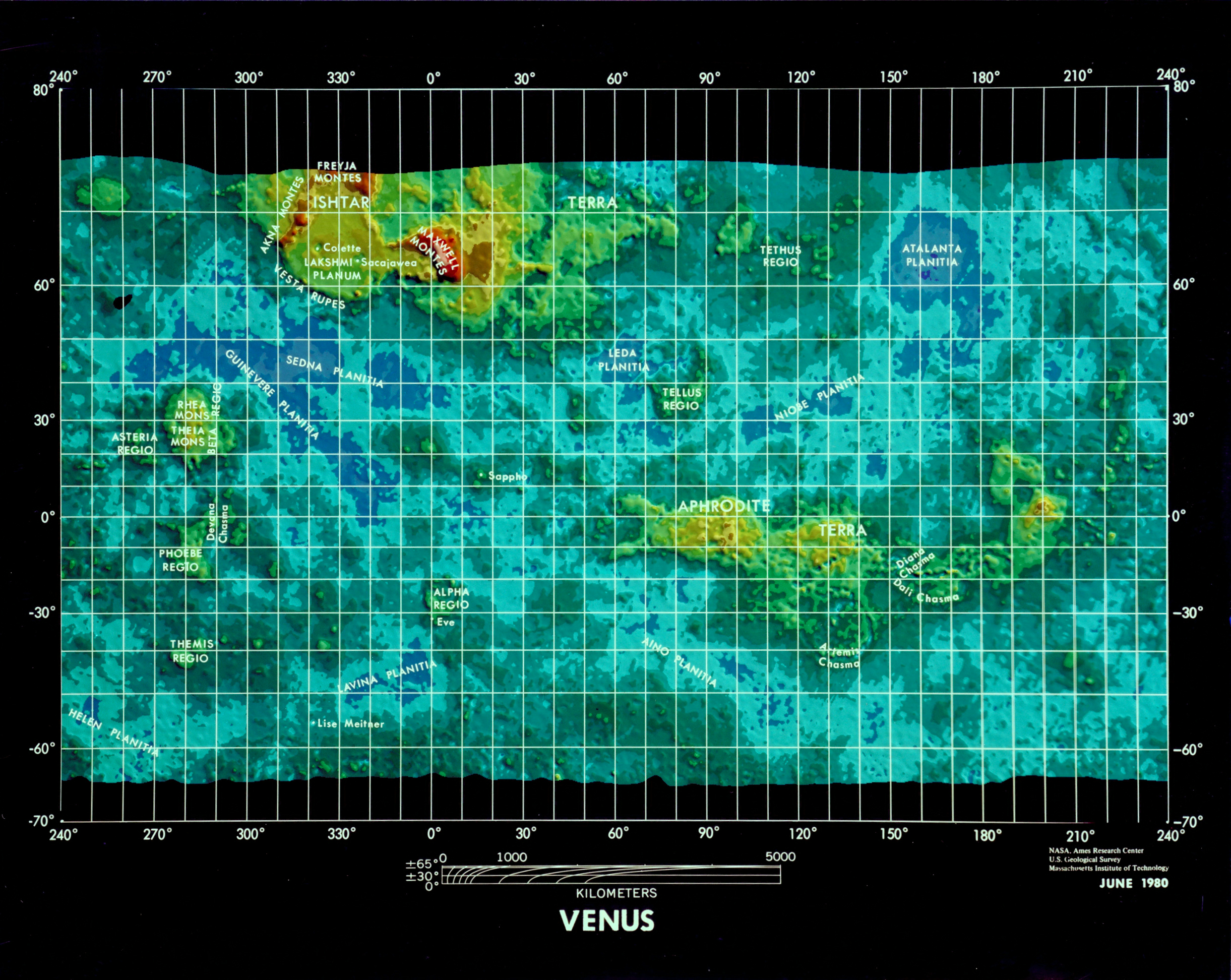
Un mapa de Venus va produir de dada de Pioner

L'Orbitador de Venus del Pioner va portar 17 experiments amb una massa total de 45 quilograms (99 lliures):

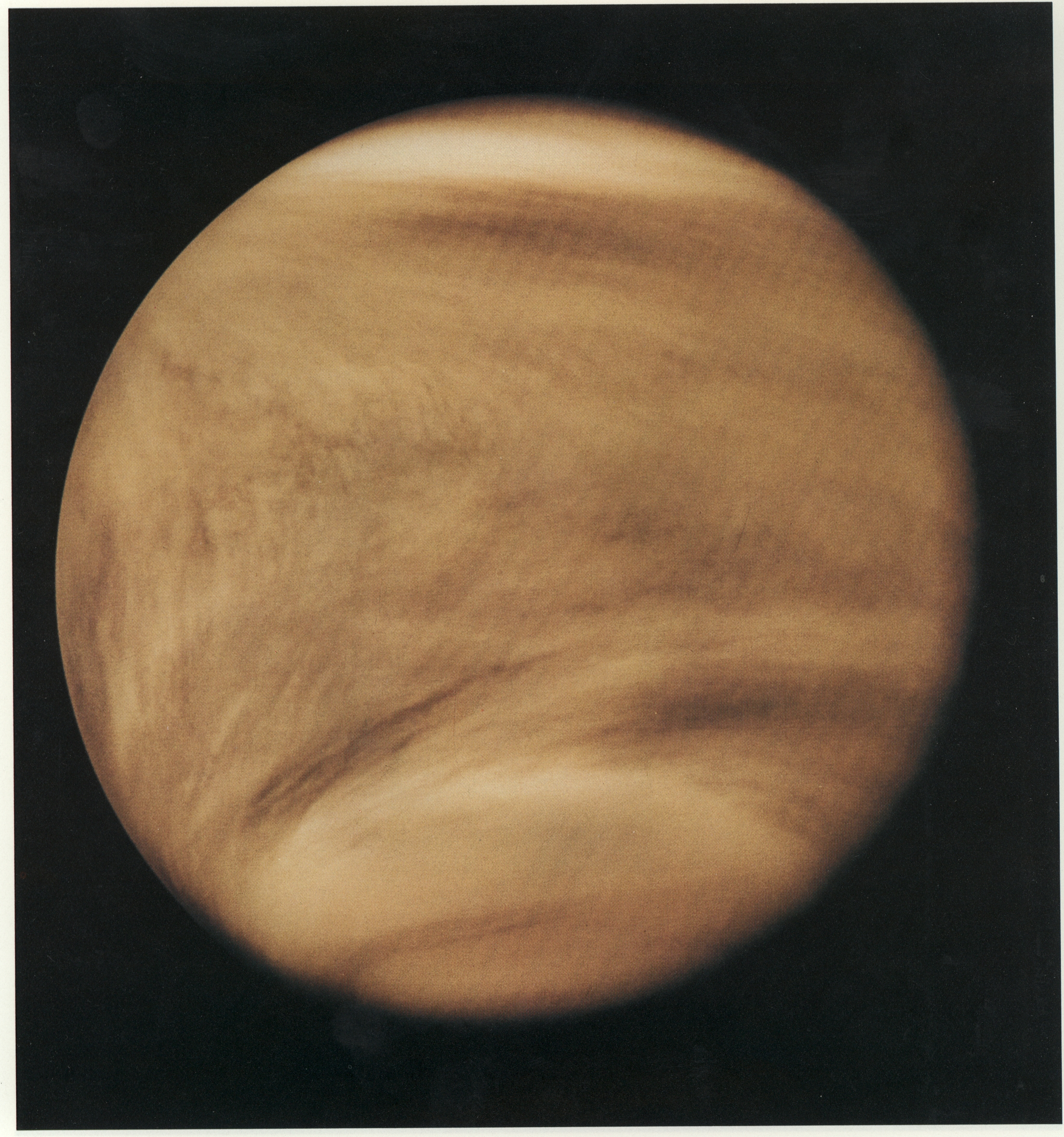
Una imatge de Venus en llum ultraviolada per l'Orbitador de Venus del Pioner

- un fotopolarímetre en el núvol (OCPP) per mesurar la distribució vertical dels núvols, similar al fotopolarímetre d'imatges de la Pioneer 10 i la Pioneer 11
- un mapador de radar superficial (ORAD) per determinar la topografia i les característiques de la superfície. Les observacions només es podrien realitzar quan la sonda estava a més de 4700 km sobre el planeta. Es va enviar un senyal de 20 watts en banda S (1.757 gigahertz) a la superfície que la reflectia, amb la sonda analitzant el ressò. La resolució a la periàpside era de 223 x 7 km.
- un radiòmetre d'infraroig (OIR) per mesurar les emissions d'IR de l'atmosfera de Venus
- Un espectròmetre de llum ultraviolada (OUVS) per mesurar la llum UV dispersada i emesa
- un espectròmetre de massa neutre (ONMS) per determinar la composició de l'atmosfera superior
- un analitzador de plasma (OPA) de vent solar per mesurar les propietats del vent solar
- un magnetòmetre (OMAG) per caracteritzar el camp magnètic a Venus
- un detector de camp elèctric (OEFD) per estudiar el vent solar i les seves interaccions
- una temperatura d'electrons (OETP) per estudiar les propietats tèrmiques de la ionosfera
- un espectròmetre de masses d'ions (OIMS) per caracteritzar la població d'ions ionosfèrics
- un analitzador potencial de retard de partícules carregades (ORPA) per estudiar partícules ionosfèriques
- dos experiments científics de ràdio per determinar el camp de gravetat de Venus
- un experiment de radioocultació per caracteritzar l'atmosfera
- un experiment d'arrossegament atmosfèric per estudiar l'atmosfera superior
- un experiment de turbulència atmosfèrica i de vent solar
- un detector d'explosió de raig gamma (OGBD) detector per enregistrar esdeveniments d'explosió del raig gamma

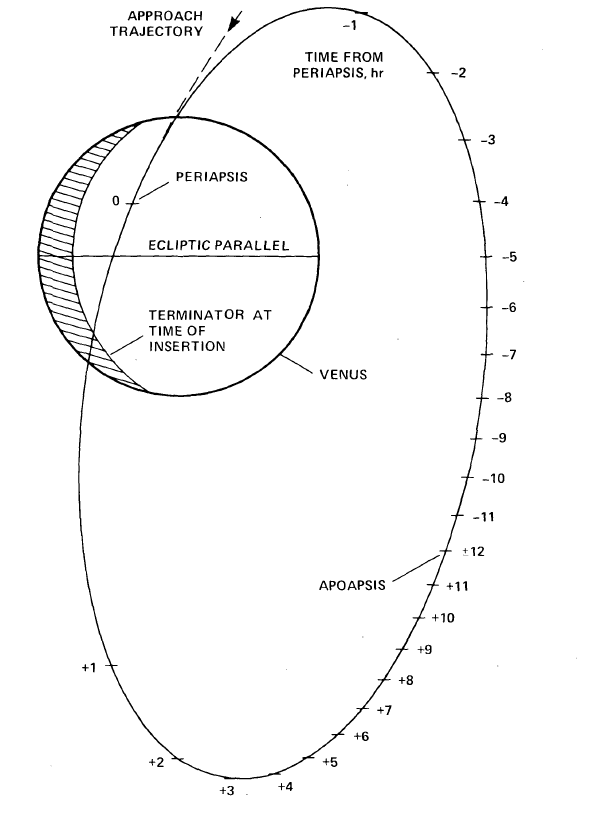
Òrbita de la nau espacial Pioneer Venus Orbiter.

| Nom | Designació completa                                     | Tipus                                | Fabricant | Científic responsable | Massa           | Consum elèctric |
| --- | ------------------------------------------------------- | ------------------------------------ | --------- | --------------------- | --------------- | --------------- |
| OCPP | Orbiter Cloud Photopolarimeter                          | Polarímetre de foto                  | GISS      | J. Hansen             | 5 kg (11 lb)    | 5.4 W           |
| ORAD | Orbiter Radar Mapper Instrument                         | Radar                                | MIT       | G. Pettengill         | 9 kg (20 lb)    | 18 W            |
| OIR | Orbiter Infrared Radiometer                             | Radiòmetre d'infrarojos              | JPL       | F. Taylor             | 5.9 kg (13 lb)  | 5.2 W           |
| OUVS | Orbiter Ultraviolet Spectrometer                        | Espectròmetre ultraviolat            | LASP      | A. Stewart            | 3.1 kg (6.8 lb) | 1.7 W           |
| ONMS | Orbiter Neutral Mass Spectrometer                       | Espectròmetre de masses neutre       | GSFC      | H. Neimann            | 3.8 kg (8.4 lb) | 12 W            |
| OPA | Orbiter Plasma Analyzer                                 | Analitzador de plasma                | ARC       | J. Wolfe              | 3.9 kg (8.6 lb) | 5 W             |
| OMAG | Orbiter Magnetometer                                    | Magnetòmetre                         | UCLA      | C. Russell            | 2 kg (4.4 lb)   | 2.2 W           |
| OEFD | Orbiter Electric Field Detector                         | Mesurar els camps elèctrics de Venus | TRW       | F. Scarf              | 0.8 kg (1.8 lb) | 0.7 W           |
| OETP | Orbiter Electron Temperature Probe                      | Indicador de temperatura d'electrons | GSFC      | L. Brace              | 2.2 kg (4.9 lb) | 4.8 W           |
| OIMS | Orbiter Ion Mass Spectrometer                           | Espectròmetre de masses d'ions       | GSFC      | H. Taylor             | 3 kg (6.6 lb)   | 1.5 W           |
| ORPA | Orbiter Retarding Potential Analyzer                    | Mesurador de càrrega d'ions          | LPARL     | W. Knudsen            | 2.8 kg (6.2 lb) | 2.4 W           |
| OGBD | Orbiter Gamma-Ray Burst Detector                        | Detector d'explosió de raigs gamma   | LASL      | W. Evans              | 2.8 kg (6.2 lb) | 1.3 W           |
| - | Venus (ORO)                                             | Ciència radiofònica                  | -         | A. Kliore (JPL)       | –               | -               |
| - | Orbiter Dual-Frequency Experiments (OGPE)               | Ciència radiofònica                  | -         | T. Croft (SRI)        | –               | -               |
| - | Atmospheric and Solar Wind Turbulence Experiment (OTUR) | Ciència radiofònica                  | -         | T. Croft (JPL)        | –               | -               |
| - | Orbiter Atmospheric Drag Expe "nment (OAD)              | Ciència radiofònica                  | -         | G. Keating (LRC)      | –               | -               |
| - | Orbiter Internal Density Distribution Experiment (OIDD) | Ciència radiofònica                  | -         | R. Phillips (JPL)     | –               | -               |
| - | Orbiter Celestial Mechanics Experiment (OCM)            | Ciència radiofònica                  | -         | I. Shapiro (MIT)      | –               | -               |
| LASP: Laboratory for Atmospheric and Space Physics (University of Boulder, Colorado); UCLA: University of California in Los Angeles; JPL: Jet Propulsion Laboratory; MIT: Massachusetts Institute of Technology; GSFC: Goddard Space Flight Center GISS: Goddard Institute for Space Studies; LRC: Langley Research Center; ARC: Ames Research Center; LASL: Los Alamos National Laboratory; SRI: Stanford Research Institute |                                                         |                                      |           |                       |                 |                 |

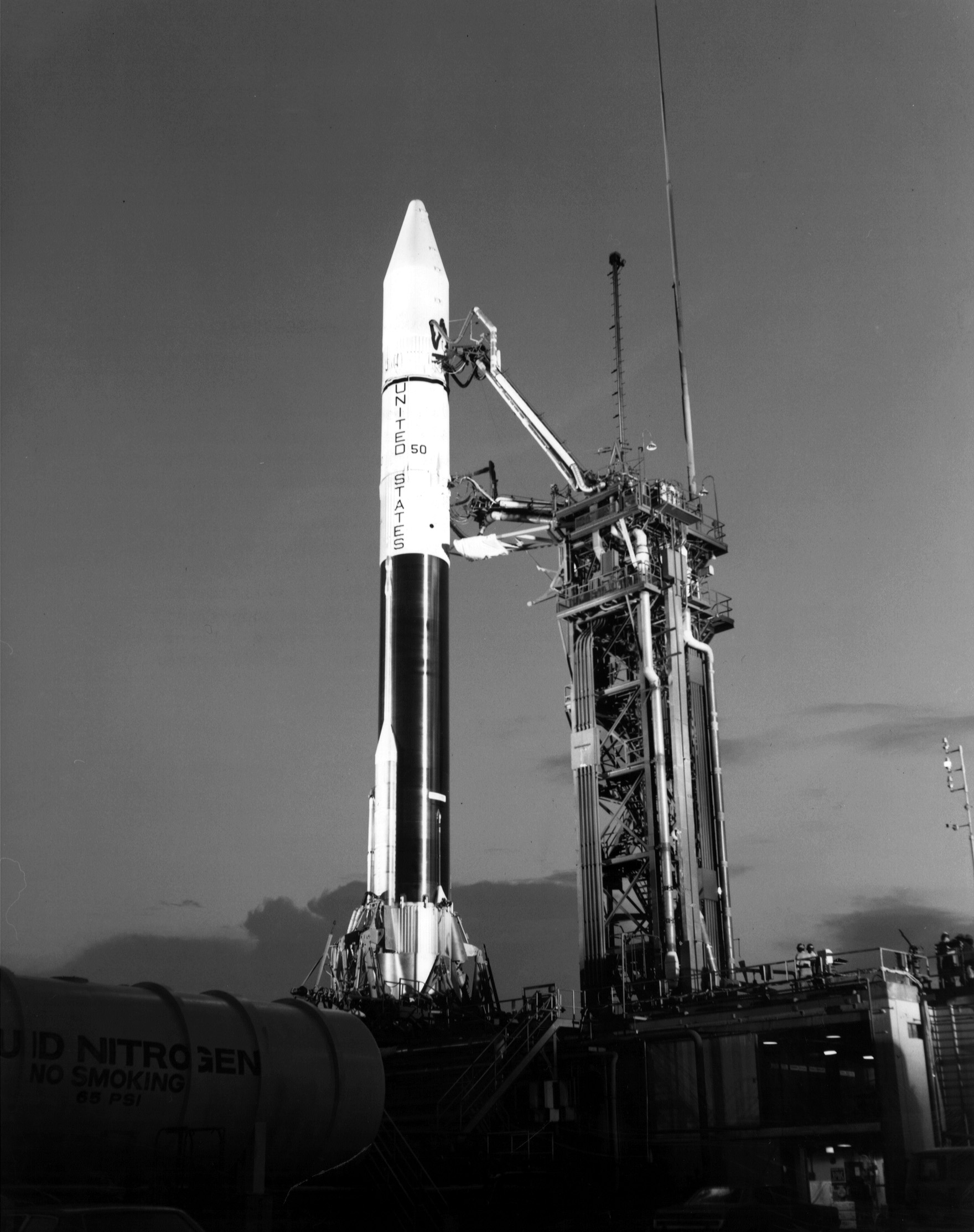
Llançament del Pioneer Venus Orbiter amb el coet Atlas-Centaur.

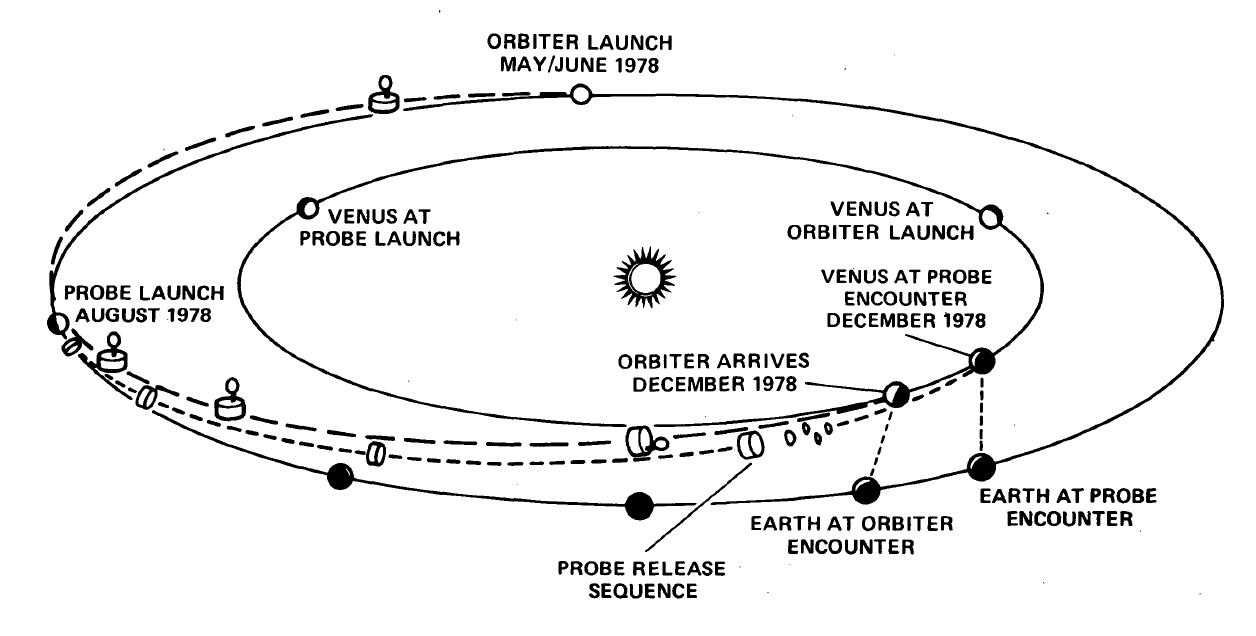
Trajectòria del Pioneer Venus Orbiter.

La nau va realitzar observacions d'altimetria de radar permetent construir el primer mapa topogràfic global de la superfície venusiana.

## Observations of Halley's Comet
De la seva òrbita de Venus, el Pioneer Venus Orbiter va poder observar el Cometa de Halley quan no era observable des de la Terra a causa de la seva proximitat al Sol durant el febrer de 1986. Les observacions de l'espectròmetre UV van controlar la pèrdua d'aigua del nucli del cometa en el periheli el 9 de febrer.

## Revistes científiques de l'any 1979 número 4401
- Donahue, T. M. «Pioneer Venus Results: An Overview». Science, 205, 4401, 06-07-1979, pàg. 41-44. Bibcode: 1979Sci...205...41D. DOI: 10.1126/science.205.4401.41. JSTOR: 1748508.
- Colin, Lawrence «Encounter with Venus: An Update». Science, 205, 4401, 06-07-1979, pàg. 44–46. Bibcode: 1979Sci...205...44C. DOI: 10.1126/science.205.4401.44. JSTOR: 1748509.
- Seiff, Alvin; Kirk, Donn B.; Young, Richard E.; Sommer, Simon C.; Blanchard, Robert C.; Findlay, John T.; Kelly, G. M. «Thermal Contrast in the Atmosphere of Venus: Initial Appraisal from Pioneer Venus Probe Data». Science, 205, 4401, 06-07-1979, pàg. 46–49. Bibcode: 1979Sci...205...46S. DOI: 10.1126/science.205.4401.46. JSTOR: 1748510.
- Hoffman, J. H.; Hodges, R. R.; McElroy, M. B.; Donahue, T. M.; Kolpin, M. «Composition and Structure of the Venus Atmosphere: Results from Pioneer Venus». Science, 205, 4401, 06-07-1979, pàg. 49–52. Bibcode: 1979Sci...205...49H. DOI: 10.1126/science.205.4401.49. JSTOR: 1748511. PMID: 17778898.
- Oyama, V. I.; Carle, G. C.; Woeller, F.; Pollack, J. B. «Laboratory Corroboration of the Pioneer Venus Gas Chromatograph Analyses». Science, 205, 4401, 06-07-1979, pàg. 52–54. Bibcode: 1979Sci...205...52O. DOI: 10.1126/science.205.4401.52. JSTOR: 1748512.
- Niemann, H. B.; Hartle, R. E.; Hedin, A. E.; Kasprzak, W. T.; Spencer, N. W.; Hunten, D. M.; Carignan, G. R. «Venus Upper Atmosphere Neutral Gas Composition: First Observations of the Diurnal Variations». Science, 205, 4401, 06-07-1979, pàg. 54–56. Bibcode: 1979Sci...205...54N. DOI: 10.1126/science.205.4401.54. JSTOR: 1748513.
- Pollack, James B.; Black, David C. «Implications of the Gas Compositional Measurements of Pioneer Venus for the Origin of Planetary Atmospheres». Science, 205, 4401, 06-07-1979, pàg. 56–59. Bibcode: 1979Sci...205...56P. DOI: 10.1126/science.205.4401.56. JSTOR: 1748514.
- Stewart, A. Ian; Barth, Charles A. «Ultraviolet Night Airglow of Venus». Science, 205, 4401, 06-07-1979, pàg. 59–62. Bibcode: 1979Sci...205...59S. DOI: 10.1126/science.205.4401.59. JSTOR: 1748515. PMID: 17778902.
- Keating, G. M.; Taylor, F. W.; Nicholson, J. Y.; Hinson, E. W. «Short-Term Cyclic Variations and Diurnal Variations of the Venus Upper Atmosphere». Science, 205, 4401, 06-07-1979, pàg. 62–64. Bibcode: 1979Sci...205...62K. DOI: 10.1126/science.205.4401.62. JSTOR: 1748516.
- Taylor, F. W.; Diner, D. J.; Elson, L. S.; McCleese, D. J.; Martonchik, J. V.; Delderfield, J.; Bradley, S. P.; Schofield, J. T.; Gille, J. C. «Temperature, Cloud Structure, and Dynamics of Venus Middle Atmosphere by Infrared Remote Sensing from Pioneer Orbiter». Science, 205, 4401, 06-07-1979, pàg. 65–67. Bibcode: 1979Sci...205...65T. DOI: 10.1126/science.205.4401.65. JSTOR: 1748517.
- Blamont, Jacques; Ragent, Boris «Further Results of the Pioneer Venus Nephelometer Experiment». Science, 205, 4401, 06-07-1979, pàg. 67–70. Bibcode: 1979Sci...205...67B. DOI: 10.1126/science.205.4401.67. JSTOR: 1748518. PMID: 17778905.
- Knollenberg, Robert G.; Hunten, D. M. «Clouds of Venus: A Preliminary Assessment of Microstructure». Science, 205, 4401, 06-07-1979, pàg. 70–74. Bibcode: 1979Sci...205...70K. DOI: 10.1126/science.205.4401.70. JSTOR: 1748519.
- Travis, L. D.; Coffeen, D. L.; Del Genio, A. D.; Hansen, J. E.; Kawabata, K.; Lacis, A. A.; Lane, W. A.; Limaye, S. S.; Rossow, W. B. «Cloud Images from the Pioneer Venus Orbiter». Science, 205, 4401, 06-07-1979, pàg. 74–76. Bibcode: 1979Sci...205...74T. DOI: 10.1126/science.205.4401.74. JSTOR: 1748520.
- Pollack, James B.; Ragent, Boris; Boese, Robert; Tomasko, Martin G.; Blamont, Jacques; Knollenberg, Robert G.; Esposito, Larry W.; Stewart, A. Ian; Travis, Lawrence «Nature of the Ultraviolet Absorber in the Venus Clouds: Inferences Based on Pioneer Venus Data». Science, 205, 4401, 06-07-1979, pàg. 76–79. Bibcode: 1979Sci...205...76P. DOI: 10.1126/science.205.4401.76. JSTOR: 1748521.
- Tomasko, Martin G.; Doose, Lyn R.; Smith, Peter H. «Absorption of Sunlight in the Atmosphere of Venus». Science, 205, 4401, 06-07-1979, pàg. 80–82. Bibcode: 1979Sci...205...80T. DOI: 10.1126/science.205.4401.80. JSTOR: 1748522.
- Suomi, V. E.; Sromovsky, L. A.; Revercomb, H. E. «Preliminary Results of the Pioneer Venus Small Probe Net Flux Radiometer Experiment». Science, 205, 4401, 06-07-1979, pàg. 82–85. Bibcode: 1979Sci...205...82S. DOI: 10.1126/science.205.4401.82. JSTOR: 1748523.
- Counselman, C. C.; Gourevitch, S. A.; King, R. W.; Loriot, G. B.; Prinn, R. G. «Venus Winds Are Zonal and Retrograde Below the Clouds». Science, 205, 4401, 06-07-1979, pàg. 85–87. Bibcode: 1979Sci...205...85C. DOI: 10.1126/science.205.4401.85. JSTOR: 1748524.
- Woo, Richard; Armstrong, J. W.; Kendall, William B. «Measurements of Turbulence in the Venus Atmosphere Deduced from Pioneer Venus Multiprobe Radio Scintillations». Science, 205, 4401, 06-07-1979, pàg. 87–89. Bibcode: 1979Sci...205...87W. DOI: 10.1126/science.205.4401.87. JSTOR: 1748525.
- Pettengill, Gordon H.; Ford, Peter G.; Brown, Walter E.; Kaula, William M.; Masursky, Harold; Eliason, Eric; McGill, George E. «Venus: Preliminary Topographic and Surface Imaging Results from the Pioneer Orbiter». Science, 205, 4401, 06-07-1979, pàg. 90–93. Bibcode: 1979Sci...205...90P. DOI: 10.1126/science.205.4401.90. JSTOR: 1748526.
- Phillips, Roger J.; Sjogren, William L.; Abbott, Elsa A.; Smith, John C.; Wimberly, Ray N.; Wagner, Cari A. «Gravity Field of Venus: A Preliminary Analysis». Science, 205, 4401, 06-07-1979, pàg. 93–96. Bibcode: 1979Sci...205...93P. DOI: 10.1126/science.205.4401.93. JSTOR: 1748527.
- Taylor, Harry A.; Brinton, Henry C.; Bauer, Siegfried J.; Hartle, Richard E.; Cloutier, Paul A.; Daniell, Robert E.; Donahue, Thomas M. «Ionosphere of Venus: First Observations of Day-Night Variations of the Ion Composition». Science, 205, 4401, 06-07-1979, pàg. 96–99. Bibcode: 1979Sci...205...96T. DOI: 10.1126/science.205.4401.96. JSTOR: 1748528.
- Kliore, A. J.; Patel, I. R.; Nagy, A. F.; Cravens, T. E.; Gombosi, T. I. «Initial Observations of the Nightside Ionosphere of Venus from Pioneer Venus Orbiter Radio Occultations». Science, 205, 4401, 06-07-1979, pàg. 99–102. Bibcode: 1979Sci...205...99K. DOI: 10.1126/science.205.4401.99. JSTOR: 1748529. PMID: 17778916.
- Brace, L. H.; Theis, R. F.; Niemann, H. B.; Mayr, H. G.; Hoegy, W. R.; Nagy, A. F. «Empirical Models of the Electron Temperature and Density in the Nightside Venus Ionosphere». Science, 205, 4401, 06-07-1979, pàg. 102–105. Bibcode: 1979Sci...205..102B. DOI: 10.1126/science.205.4401.102. JSTOR: 1748530.
- Knudsen, W. C.; Spenner, K.; Whitten, R. C.; Spreiter, J. R.; Miller, K. L.; Novak, V. «Thermal Structure and Energy Influx to the Day- and Nightside Venus Ionosphere». Science, 205, 4401, 06-07-1979, pàg. 105–107. Bibcode: 1979Sci...205..105K. DOI: 10.1126/science.205.4401.105. JSTOR: 1748531.
- Nagy, A. F.; Cravens, T. E.; Chen, R. H.; Taylor, H. A.; Brace, L. H.; Brinton, H. C. «Comparison of Calculated and Measured Ion Densities on the Dayside of Venus». Science, 205, 4401, 06-07-1979, pàg. 107–109. Bibcode: 1979Sci...205..107N. DOI: 10.1126/science.205.4401.107. JSTOR: 1748532.
- Bauer, Siegfried J.; Donahue, Thomas M.; Hartle, Richard E.; Taylor, Harry A. «Venus Ionosphere: Photochemical and Thermal Diffusion Control of Ion Composition». Science, 205, 4401, 06-07-1979, pàg. 109–112. Bibcode: 1979Sci...205..109B. DOI: 10.1126/science.205.4401.109. JSTOR: 1748533.
- Taylor, W. W. L.; Scarf, F. L.; Russell, C. T.; Brace, L. H. «Absorption of Whistler Mode Waves in the Ionosphere of Venus». Science, 205, 4401, 06-07-1979, pàg. 112–114. Bibcode: 1979Sci...205..112T. DOI: 10.1126/science.205.4401.112. JSTOR: 1748534.
- Russell, C. T.; Elphic, R. C.; Slavin, J. A. «Initial Pioneer Venus Magnetic Field Results: Nightside Observations». Science, 205, 4401, 06-07-1979, pàg. 114–116. Bibcode: 1979Sci...205..114R. DOI: 10.1126/science.205.4401.114. JSTOR: 1748535.
- Intriligator, D. S.; Collard, H. R.; Mihalov, J. D.; Whitten, R. C.; Wolfe, J. H. «Electron Observations and Ion Flows from the Pioneer Venus Orbiter Plasma Analyzer Experiment». Science, 205, 4401, 06-07-1979, pàg. 116–119. Bibcode: 1979Sci...205..116I. DOI: 10.1126/science.205.4401.116. JSTOR: 1748536.
- Evans, W. D.; Glore, J. P.; Klebesadel, R. W.; Laros, J. G.; Tech, E. R.; Spalding, R. E. «Gamma-Ray Burst Observations by Pioneer Venus Orbiter». Science, 205, 4401, 06-07-1979, pàg. 119–121. Bibcode: 1979Sci...205..119E. DOI: 10.1126/science.205.4401.119. JSTOR: 1748537.
- Donahue, T. M. «Pioneer Venus Results: An Overview». Science, 205, 4401, 06-07-1979, pàg. 41-44. Bibcode: 1979Sci...205...41D. DOI: 10.1126/science.205.4401.41. JSTOR: 1748508.
- Colin, Lawrence «Encounter with Venus: An Update». Science, 205, 4401, 06-07-1979, pàg. 44–46. Bibcode: 1979Sci...205...44C. DOI: 10.1126/science.205.4401.44. JSTOR: 1748509.
- Seiff, Alvin; Kirk, Donn B.; Young, Richard E.; Sommer, Simon C.; Blanchard, Robert C.; Findlay, John T.; Kelly, G. M. «Thermal Contrast in the Atmosphere of Venus: Initial Appraisal from Pioneer Venus Probe Data». Science, 205, 4401, 06-07-1979, pàg. 46–49. Bibcode: 1979Sci...205...46S. DOI: 10.1126/science.205.4401.46. JSTOR: 1748510.
- Hoffman, J. H.; Hodges, R. R.; McElroy, M. B.; Donahue, T. M.; Kolpin, M. «Composition and Structure of the Venus Atmosphere: Results from Pioneer Venus». Science, 205, 4401, 06-07-1979, pàg. 49–52. Bibcode: 1979Sci...205...49H. DOI: 10.1126/science.205.4401.49. JSTOR: 1748511. PMID: 17778898.
- Oyama, V. I.; Carle, G. C.; Woeller, F.; Pollack, J. B. «Laboratory Corroboration of the Pioneer Venus Gas Chromatograph Analyses». Science, 205, 4401, 06-07-1979, pàg. 52–54. Bibcode: 1979Sci...205...52O. DOI: 10.1126/science.205.4401.52. JSTOR: 1748512.
- Niemann, H. B.; Hartle, R. E.; Hedin, A. E.; Kasprzak, W. T.; Spencer, N. W.; Hunten, D. M.; Carignan, G. R. «Venus Upper Atmosphere Neutral Gas Composition: First Observations of the Diurnal Variations». Science, 205, 4401, 06-07-1979, pàg. 54–56. Bibcode: 1979Sci...205...54N. DOI: 10.1126/science.205.4401.54. JSTOR: 1748513.
- Pollack, James B.; Black, David C. «Implications of the Gas Compositional Measurements of Pioneer Venus for the Origin of Planetary Atmospheres». Science, 205, 4401, 06-07-1979, pàg. 56–59. Bibcode: 1979Sci...205...56P. DOI: 10.1126/science.205.4401.56. JSTOR: 1748514.
- Stewart, A. Ian; Barth, Charles A. «Ultraviolet Night Airglow of Venus». Science, 205, 4401, 06-07-1979, pàg. 59–62. Bibcode: 1979Sci...205...59S. DOI: 10.1126/science.205.4401.59. JSTOR: 1748515. PMID: 17778902.
- Keating, G. M.; Taylor, F. W.; Nicholson, J. Y.; Hinson, E. W. «Short-Term Cyclic Variations and Diurnal Variations of the Venus Upper Atmosphere». Science, 205, 4401, 06-07-1979, pàg. 62–64. Bibcode: 1979Sci...205...62K. DOI: 10.1126/science.205.4401.62. JSTOR: 1748516.
- Taylor, F. W.; Diner, D. J.; Elson, L. S.; McCleese, D. J.; Martonchik, J. V.; Delderfield, J.; Bradley, S. P.; Schofield, J. T.; Gille, J. C. «Temperature, Cloud Structure, and Dynamics of Venus Middle Atmosphere by Infrared Remote Sensing from Pioneer Orbiter». Science, 205, 4401, 06-07-1979, pàg. 65–67. Bibcode: 1979Sci...205...65T. DOI: 10.1126/science.205.4401.65. JSTOR: 1748517.
- Blamont, Jacques; Ragent, Boris «Further Results of the Pioneer Venus Nephelometer Experiment». Science, 205, 4401, 06-07-1979, pàg. 67–70. Bibcode: 1979Sci...205...67B. DOI: 10.1126/science.205.4401.67. JSTOR: 1748518. PMID: 17778905.
- Knollenberg, Robert G.; Hunten, D. M. «Clouds of Venus: A Preliminary Assessment of Microstructure». Science, 205, 4401, 06-07-1979, pàg. 70–74. Bibcode: 1979Sci...205...70K. DOI: 10.1126/science.205.4401.70. JSTOR: 1748519.
- Travis, L. D.; Coffeen, D. L.; Del Genio, A. D.; Hansen, J. E.; Kawabata, K.; Lacis, A. A.; Lane, W. A.; Limaye, S. S.; Rossow, W. B. «Cloud Images from the Pioneer Venus Orbiter». Science, 205, 4401, 06-07-1979, pàg. 74–76. Bibcode: 1979Sci...205...74T. DOI: 10.1126/science.205.4401.74. JSTOR: 1748520.
- Pollack, James B.; Ragent, Boris; Boese, Robert; Tomasko, Martin G.; Blamont, Jacques; Knollenberg, Robert G.; Esposito, Larry W.; Stewart, A. Ian; Travis, Lawrence «Nature of the Ultraviolet Absorber in the Venus Clouds: Inferences Based on Pioneer Venus Data». Science, 205, 4401, 06-07-1979, pàg. 76–79. Bibcode: 1979Sci...205...76P. DOI: 10.1126/science.205.4401.76. JSTOR: 1748521.
- Tomasko, Martin G.; Doose, Lyn R.; Smith, Peter H. «Absorption of Sunlight in the Atmosphere of Venus». Science, 205, 4401, 06-07-1979, pàg. 80–82. Bibcode: 1979Sci...205...80T. DOI: 10.1126/science.205.4401.80. JSTOR: 1748522.
- Suomi, V. E.; Sromovsky, L. A.; Revercomb, H. E. «Preliminary Results of the Pioneer Venus Small Probe Net Flux Radiometer Experiment». Science, 205, 4401, 06-07-1979, pàg. 82–85. Bibcode: 1979Sci...205...82S. DOI: 10.1126/science.205.4401.82. JSTOR: 1748523.
- Counselman, C. C.; Gourevitch, S. A.; King, R. W.; Loriot, G. B.; Prinn, R. G. «Venus Winds Are Zonal and Retrograde Below the Clouds». Science, 205, 4401, 06-07-1979, pàg. 85–87. Bibcode: 1979Sci...205...85C. DOI: 10.1126/science.205.4401.85. JSTOR: 1748524.
- Woo, Richard; Armstrong, J. W.; Kendall, William B. «Measurements of Turbulence in the Venus Atmosphere Deduced from Pioneer Venus Multiprobe Radio Scintillations». Science, 205, 4401, 06-07-1979, pàg. 87–89. Bibcode: 1979Sci...205...87W. DOI: 10.1126/science.205.4401.87. JSTOR: 1748525.
- Pettengill, Gordon H.; Ford, Peter G.; Brown, Walter E.; Kaula, William M.; Masursky, Harold; Eliason, Eric; McGill, George E. «Venus: Preliminary Topographic and Surface Imaging Results from the Pioneer Orbiter». Science, 205, 4401, 06-07-1979, pàg. 90–93. Bibcode: 1979Sci...205...90P. DOI: 10.1126/science.205.4401.90. JSTOR: 1748526.
- Phillips, Roger J.; Sjogren, William L.; Abbott, Elsa A.; Smith, John C.; Wimberly, Ray N.; Wagner, Cari A. «Gravity Field of Venus: A Preliminary Analysis». Science, 205, 4401, 06-07-1979, pàg. 93–96. Bibcode: 1979Sci...205...93P. DOI: 10.1126/science.205.4401.93. JSTOR: 1748527.
- Taylor, Harry A.; Brinton, Henry C.; Bauer, Siegfried J.; Hartle, Richard E.; Cloutier, Paul A.; Daniell, Robert E.; Donahue, Thomas M. «Ionosphere of Venus: First Observations of Day-Night Variations of the Ion Composition». Science, 205, 4401, 06-07-1979, pàg. 96–99. Bibcode: 1979Sci...205...96T. DOI: 10.1126/science.205.4401.96. JSTOR: 1748528.
- Kliore, A. J.; Patel, I. R.; Nagy, A. F.; Cravens, T. E.; Gombosi, T. I. «Initial Observations of the Nightside Ionosphere of Venus from Pioneer Venus Orbiter Radio Occultations». Science, 205, 4401, 06-07-1979, pàg. 99–102. Bibcode: 1979Sci...205...99K. DOI: 10.1126/science.205.4401.99. JSTOR: 1748529. PMID: 17778916.
- Brace, L. H.; Theis, R. F.; Niemann, H. B.; Mayr, H. G.; Hoegy, W. R.; Nagy, A. F. «Empirical Models of the Electron Temperature and Density in the Nightside Venus Ionosphere». Science, 205, 4401, 06-07-1979, pàg. 102–105. Bibcode: 1979Sci...205..102B. DOI: 10.1126/science.205.4401.102. JSTOR: 1748530.
- Knudsen, W. C.; Spenner, K.; Whitten, R. C.; Spreiter, J. R.; Miller, K. L.; Novak, V. «Thermal Structure and Energy Influx to the Day- and Nightside Venus Ionosphere». Science, 205, 4401, 06-07-1979, pàg. 105–107. Bibcode: 1979Sci...205..105K. DOI: 10.1126/science.205.4401.105. JSTOR: 1748531.
- Nagy, A. F.; Cravens, T. E.; Chen, R. H.; Taylor, H. A.; Brace, L. H.; Brinton, H. C. «Comparison of Calculated and Measured Ion Densities on the Dayside of Venus». Science, 205, 4401, 06-07-1979, pàg. 107–109. Bibcode: 1979Sci...205..107N. DOI: 10.1126/science.205.4401.107. JSTOR: 1748532.
- Bauer, Siegfried J.; Donahue, Thomas M.; Hartle, Richard E.; Taylor, Harry A. «Venus Ionosphere: Photochemical and Thermal Diffusion Control of Ion Composition». Science, 205, 4401, 06-07-1979, pàg. 109–112. Bibcode: 1979Sci...205..109B. DOI: 10.1126/science.205.4401.109. JSTOR: 1748533.
- Taylor, W. W. L.; Scarf, F. L.; Russell, C. T.; Brace, L. H. «Absorption of Whistler Mode Waves in the Ionosphere of Venus». Science, 205, 4401, 06-07-1979, pàg. 112–114. Bibcode: 1979Sci...205..112T. DOI: 10.1126/science.205.4401.112. JSTOR: 1748534.
- Russell, C. T.; Elphic, R. C.; Slavin, J. A. «Initial Pioneer Venus Magnetic Field Results: Nightside Observations». Science, 205, 4401, 06-07-1979, pàg. 114–116. Bibcode: 1979Sci...205..114R. DOI: 10.1126/science.205.4401.114. JSTOR: 1748535.
- Intriligator, D. S.; Collard, H. R.; Mihalov, J. D.; Whitten, R. C.; Wolfe, J. H. «Electron Observations and Ion Flows from the Pioneer Venus Orbiter Plasma Analyzer Experiment». Science, 205, 4401, 06-07-1979, pàg. 116–119. Bibcode: 1979Sci...205..116I. DOI: 10.1126/science.205.4401.116. JSTOR: 1748536.
- Evans, W. D.; Glore, J. P.; Klebesadel, R. W.; Laros, J. G.; Tech, E. R.; Spalding, R. E. «Gamma-Ray Burst Observations by Pioneer Venus Orbiter». Science, 205, 4401, 06-07-1979, pàg. 119–121. Bibcode: 1979Sci...205..119E. DOI: 10.1126/science.205.4401.119. JSTOR: 1748537.